# SOWA
SOWA (System Operacyjny WieloAktywny) – system operacyjny do obliczeń numerycznych pracujący na drugim poziomie oprogramowania komputerów serii Mera 300. System przeznaczony był do pracy w trybie konwersacyjnym. Do podstawowych możliwości jakie oferował ten system użytkownikowi pracującemu w systemie SOWA należało prowadzenie obliczeń arytmetycznych przy użyciu trybu dialogowego. Prowadząc obliczenia budowano wyrażenia arytmetyczne z użyciem: zmiennych (dopuszczalne były jedynie jednoliterowe identyfikatory), literałów liczbowych, operatorów arytmetycznych oraz nawiasów. Dostępne były także operacje wejścia-wyjścia. Możliwe było także budowanie podprogramów, na definicję, których składały się: ciągi wyrażeń arytmetycznych oraz operacji wejścia-wyjścia. Taki podprogram mógł być wielokrotnie wywoływany dla różnych wartości argumentów. Nazwę systemu – SOWA – przyjęto jako skrót od jej rozwinięcia – System Operacyjny WieloAktywny.